# Wolves of the Street
Wolves of the Street er en amerikansk stumfilm fra 1920 af Otis B. Thayer.

## Medvirkende
- Edmund Cobb som James Trevlyn / Denver Devers
- Vida Johnson som Eleanor Fernwood
- Gretchen Wood
- Zelma Edwards
- Frank Gallager
- A. E. McCormick
- Dave Campbell
- Babe Courvoisier
- Fred Shafer
- Lewis Milner
- Tom Gibson